# 333: el despertar del animal
333: El despertar del animal es un álbum de Forseps. El primer sencillo con video es Adicto a tu dolor. Además cuenta con la participación de José Manuel Aguilera y Neal Black, en el disco las letras adquieren un carácter más pesado.
En una entrevista, José Fors comenta que el "333" es el número del "medio bestia" (haciendo referencia al 666, el número de la bestia) y agrega que "todos somos medio bestias".

## Lista de canciones
1. Seres domesticados
2. Entre el Bien y el Mal
3. Adicto a tu dolor
4. De noche
5. Muerte por amor
6. 333
7. Renacer
8. No beso culos
9. Mía (de nadie más)
10. Éxtasis
11. Quince inviernos
12. No hay más allá
13. Escucho voces

## Sencillos y videos
- Adicto a tu dolor